# Héctor Milián
Héctor Milián Pérez (* 14. Mai 1968 in Pinar del Río) ist ein ehemaliger kubanischer Ringer.

## Karriere
Er war für den Cerro Pelado aus Havanna aktiv. Er ist Sportlehrer und ist 1,85 Meter groß. Für seine Verdienste um den Ringersport wurde er im August 2016 in die FILA International Wrestling Hall of Fame aufgenommen.

## Wettkampfbilanz (Übersicht)
| Jahr | Turnier                                   | Ort              | Platz | Stilart            | Gewichtsklasse     |
| ---- | ----------------------------------------- | ---------------- | ----- | ------------------ | ------------------ |
| 1986 | Panamerikanische Meisterschaften          | Colorado Springs | 2     | griechisch-römisch | Schwergewicht      |
| 1986 | Weltcup                                   | Oak Lawns        | 4     | griechisch-römisch | Schwergewicht      |
| 1987 | FILA Grand Prix                           |                  | 2     | griechisch-römisch | Schwergewicht      |
| 1987 | Panamerikanische Meisterschaften          |                  | 1     | griechisch-römisch | Schwergewicht      |
| 1987 | Panamerikanische Spiele                   | Indianapolis     | 1     | griechisch-römisch | Schwergewicht      |
| 1987 | Weltmeisterschaften                       | Clermont-Ferrand | 7     | griechisch-römisch | Schwergewicht      |
| 1987 | FILA Grand Prix                           | Budapest         | 5     | griechisch-römisch | Schwergewicht      |
| 1987 | Weltcup                                   | Albany           | 3     | griechisch-römisch | Schwergewicht      |
| 1988 | Panamerikanische Meisterschaften          |                  | 1     | griechisch-römisch | Schwergewicht      |
| 1988 | Weltcup (U20)                             | Athen            | 1     | griechisch-römisch | Schwergewicht      |
| 1988 | Weltcup                                   | Athen            | 1     | griechisch-römisch | Schwergewicht      |
| 1989 | Panamerikanische Meisterschaften          | Colorado Springs | 1     | griechisch-römisch | Schwergewicht      |
| 1989 | Weltcup                                   | Frederikstad     | 1     | griechisch-römisch | Schwergewicht      |
| 1990 | Panamerikanische Meisterschaften          | Colorado Springs | 1     | griechisch-römisch | Schwergewicht      |
| 1990 | Weltmeisterschaften                       | Ostia            | 5     | griechisch-römisch | Schwergewicht      |
| 1990 | Weltcup                                   | Göteborg         | 1     | griechisch-römisch | Schwergewicht      |
| 1991 | Panamerikanische Meisterschaften          | Koblenz          | 1     | griechisch-römisch | Schwergewicht      |
| 1991 | Panamerikanische Spiele                   | Havanna          | 1     | griechisch-römisch | Schwergewicht      |
| 1991 | Weltmeisterschaften                       | Warna            | 1     | griechisch-römisch | Schwergewicht      |
| 1992 | Panamerikanische Meisterschaften          |                  | 1     | griechisch-römisch | Schwergewicht      |
| 1992 | Olympische Sommerspiele                   | Barcelona        | 2     | griechisch-römisch | Schwergewicht      |
| 1992 | Weltcup                                   | Besançon         | 1     | griechisch-römisch | Schwergewicht      |
| 1993 | Panamerikanische Meisterschaften          |                  | 1     | griechisch-römisch | Schwergewicht      |
| 1993 | Zentralamerikanische u. Karibische Spiele | Ponce            | 1     | griechisch-römisch | Schwergewicht      |
| 1994 | Weltmeisterschaften                       | Tampere          | 2     | griechisch-römisch | Superschwergewicht |
| 1995 | Panamerikanische Spiele                   | Mar del Plata    | 1     | griechisch-römisch | Schwergewicht      |
| 1995 | Weltmeisterschaften                       | Prag             | 2     | griechisch-römisch | Schwergewicht      |
| 1995 | Weltcup                                   |                  | 2     | griechisch-römisch | Superschwergewicht |
| 1996 | Olympische Sommerspiele                   | Atlanta          | 5     | griechisch-römisch | Schwergewicht      |
| 1996 | Weltcup                                   | Colorado Springs | 2     | griechisch-römisch | Superschwergewicht |
| 1997 | Panamerikanische Meisterschaften          | San Juan         | 1     | griechisch-römisch | Superschwergewicht |
| 1997 | Weltmeisterschaften                       | Breslau          | 3     | griechisch-römisch | Superschwergewicht |
| 1998 | FILA Turnier                              | Faenza           | 1     | griechisch-römisch | Superschwergewicht |
| 1998 | Panamerikanische Meisterschaften          | Winnipeg         | 2     | griechisch-römisch | Superschwergewicht |
| 1998 | Weltmeisterschaften                       | Gävle            | 1     | griechisch-römisch | Superschwergewicht |
| 1999 | Panamerikanische Spiele                   | Winnipeg         | 1     | griechisch-römisch | Superschwergewicht |
| 1999 | Weltmeisterschaften                       | Athen            | 2     | griechisch-römisch | Superschwergewicht |
| 2000 | Panamerikanische Meisterschaften          | Cali             | 2     | griechisch-römisch | Superschwergewicht |
| 2000 | Olympische Sommerspiele                   | Sydney           | 5     | griechisch-römisch | Superschwergewicht |
| 2001 | Panamerikanische Meisterschaften          | Santo Domingo    | 1     | griechisch-römisch | Superschwergewicht |

## Internationale Erfolge
- 1986, 2. Platz, Panamerikanische Meisterschaften in Colorado Springs, GR, Sg, hinter James Johnson, USA und vor Steve Marshall, Kanada
- 1986, 4. Platz, Weltcup in Oak Lawns, GR, Sg, hinter Igor Kanygin, Sowjetunion, Dennis Koslowski, USA und Tamás Gáspár, Ungarn
- 1987, 1. Platz, Panamerikanische Meisterschaften, GR, Sg, vor Dennis Koslowski und Steve Marshall
- 1987, 1. Platz, Panamerikanische Spiele in Indianapolis, GR, Sg, vor Dennis Koslowski und Steven Marshall
- 1987, 7. Platz, WM in Clermont-Ferrand, GR, Sg, u. a. hinter Guram Guduschauri, Sowjetunion, Dennis Koslowski, Vasile Andrei, Rumänien und Jörg Kotte, DDR
- 1987, 3. Platz, Weltcup, GR, Sg, hinter Guduschauri und Koslowski
- 1988, 1. Platz, Panamerikan. Meisterschaften, GR, Sg, vor Steve Mershall und James Johnson
- 1988, 1. Platz, Weltcup, GR, Sg, vor Anatol Fedarenka, UdSSR und Dimitrios Tsekeridis, Griechenland
- 1989, 1. Platz, Panamerikan. Meisterschaften in Colorado Springs, GR, Sg, vor Guilermo Díaz, Mexiko und Steve Lawson, USA
- 1989, 1. Platz, Weltcup, GR, Sg, vor Wjatscheslaw Klimenko, UdSSR und James Johnson
- 1990, 1. Platz, Panamerikan. Meisterschaften in Colorado Springs, GR, Sg, vor Yogi Yohl, Kanada und Brad Anderson, USA
- 1990, 5. Platz, WM in Ostia, GR, Sg, hinter Sjarhej Dsjamjaschkewitsch, UdSSR, Sándor Major, Ungarn und Dušan Masár, CSSR
- 1990, 1. Platz, Weltcup, GR, Sg, vor Zari Iwanaschwili, UdSSR und Mike Foy, USA
- 1991, 1. Platz, Panamerikan. Meisterschaften, GR, Sg, vor James Johnson und John Matile, Kanada
- 1991, 1. Platz, Panamerik. Spiele in Havanna, GR, Sg, vor Johnson und Matile
- 1991, 1. Platz, WM in Varna, GR, Sg, vor Jörgen Olsson und Sjarhej Dsjamjaschkewitsch
- 1992, 1. Platz, Panamerik. Meisterschaften, Gr, Sg, vor Rick Henry, Kanada und James Johnson, USA
- 1992, Gold, OS in Barcelona, GR, Sg, vor Dennis Koslowski, USA und Sjarhej Dsjamjaschkewitsch, GUS
- 1992, 1. Platz, Weltcup, GR, Sg, vor Ibragim Schawchalow und Olivier Welzer, Frankreich
- 1993, 1. Platz, Panamerikan. Meisterschaften, GR, Sg, vor Tolly Thompson und Luis Alcala, Venezuela
- 1993, 1. Platz, „Zentralamerikanische und Karibische,  Spiele“ in Ponce, GR, Sg, vor Emilio Suárez Agreda, Venezuela
- 1994, 2. Platz, WM in Tampere, GR, Ssg, hinter Alexander Karelin, Russland und vor Piotr Kotok und Tomas Johansson, Schweden
- 1995, 1. Platz, Panamerikan. Spiele in Mar del Plata, GR, Ssg, vor Jerry Jackson, USA und Emilio Suárez Agreda
- 1995, 2. Platz, WM in Prag, GR, Sg, hinter Mikael Ljungberg, Schweden und Heorhij Soldadse, Ukraine
- 1995, 2. Platz, Weltcup, GR, Ssg, hinter Matt Ghaffari und vor Andrei Grischin, Russland und René Schiekel, Deutschland
- 1996, 5. Platz, OS in Atlanta, GR, Sg, mit Siegen über Colbie Bell, Kanada, Giuseppe Giunta und Igor Grabovetski, Moldawien und Niederlagen gegen Andrzej Wroński, Polen und Taimuras Edischeraschwili, Russland
- 1996, 2. Platz, Weltcup, GR, Ssg, hinter Rulon Gardner, USA
- 1997, 1. Platz, Panamerikan. Meisterschaften, GR, Sg, vor Rulon Gardner
- 1997, 3. Platz, WM in Breslau, GR, Ssg, mit Siegen über Mario Miketek, Kroatien, Jarek Jaracz, Polen, Parviz Kianifard, Schweden, Raymund Edefelder, Rulon Gardner und Sergei Mureiko und einer Niederlage gegen Piotr Kotok
- 1998, 1. Platz, Panamerikan. Meisterschaften, GR, Ssg, hinter Rulon Gardner und vor Yogi Johl, Kanada
- 1998, 7. Platz, WM in Gävle, GR, Ssg, mit Siegen über Saban Donat, Türkei, Jacek Fafinski, Polen und Hailin Zhao, China und zwei Niederlagen gegen Sergei Mureiko und Mirian Giorgadse, Georgien
- 1999, 1. Platz, Panamerikanische Spiele in Winnipeg, GR, Ssg, vor Dremiel Byers, USA
- 1999, 2. Platz, WM in Athen, GR, Ssg, mit Siegen über Hailin Zhao, Azər Əliyev, Aserbaidschan, Mohammad Ghesmati, Iran und Mihály Deák Bárdos, Ungarn und eine Niederlage gegen Alexander Karelin
- 2000, 2. Platz, Panamerikan. Meisterschaften in Cali, GR, Ssg, hinter Rulon Gardner
- 2000, 5. Platz, OS in Sydney, GR, Ssg, mit Siegen über Helger Hallik, Hailin Zhao und Heorhij Soldadse, Ukraine und einer Niederlage gegen Dsmitryj Dsjabelka, Belarus
- 2001, 1. Platz, Panamerikan. Meisterschaften in Santo Domingo, vor Paul Devlin, USA